# Onthophagus costatus
Onthophagus costatus là một loài bọ cánh cứng trong họ Bọ hung (Scarabaeidae).